# Liste von LTE-Netzwerken
Diese Liste enthält eine unvollständige Übersicht über Long-Term-Evolution-Netzwerke weltweit.
| Land                         | Anbieter                                               | Band/Frequenz                                                       | Inbetriebnahmedatum | Anmerkungen                                                                                                |
| ---------------------------- | ------------------------------------------------------ | ------------------------------------------------------------------- | ------------------- | --- |
| Japan                        | NTT docomo                                             | 1 (2100 MHz)                                                        | Dez. 2010           | [ 2 ] |
| EU Norwegen Schweiz          | Deutsche Telekom (European Aviation Network)           | 65 (2100 MHz)                                                       | Jan. 2018           | [ 3 ] |
| Philippinen                  | Smart Communications                                   | 1 (2100 MHz)                                                        | Aug. 2012           | [ 4 ] |
| Armenien                     | K-Telecom/VivaCell-MTS                                 | 7 (2600 MHz)                                                        | Dez. 2011           | [ 5 ] |
| Aserbaidschan                | Azercell/Bakcell/NarMobile                             | 3 (1800 MHz)                                                        | Feb. 2010           | |
| Österreich                   | A1                                                     | 20 (800 MHz), 3 (1800), 7 (2600 MHz)                                | Okt. 2010           | |
| Österreich                   | Magenta                                                | 20 (800 MHz), 3 (1800 MHz), 1 (2100 MHz), 7 (2600 MHz)              | Juli 2011           | |
| Österreich                   | Hutchison Drei Austria                                 | 28 (700 MHz), 8 (900 MHz), 3 (1800 MHz), 1 (2100 MHz), 7 (2600 MHz) | Nov. 2011           | |
| Brasilien                    | SKY Brasil                                             | 7 / 38? (2600 MHz)                                                  | Feb. 2012           | nomadic mode only                                                                                          |
| Brasilien                    | Claro Americas                                         | 7 (2600 MHz)                                                        |                     | uplink 2.510 to 2.530 GHz / downlink 2.630 to 2.650 GHz – 7                                                |
| Brasilien                    | Vivo (telecommunications)                              | 7 (2600 MHz)                                                        |                     | uplink 2.550 to 2.570 GHz / downlink 2.670 to 2.690 GHz – 7                                                |
| Kanada                       | Rogers Wireless                                        | 7 (2600 MHz)                                                        | Juli 2011           | |
| Brasilien                    | Bell Mobility                                          | 7 (2600 MHz)                                                        | Nov. 2011           | |
| Kolumbien                    | UNE-EPM Telecommunications                             | 7 / 38? (2600 MHz)                                                  | Juli 2012           | |
| Dänemark                     | Telia Company                                          | 7 (2600 MHz)                                                        | Dez. 2010           | |
| Dänemark                     | TDC                                                    | 7 (2600 MHz)                                                        | Okt. 2011           | |
| Estland                      | EMT                                                    | 7 (2600 MHz)                                                        | Dez. 2010           | |
| Finnland                     | Elisa                                                  | 7 (2600 MHz)                                                        | Dez. 2010           | |
| Finnland                     | Telia Company                                          | 7 (2600 MHz)                                                        | Nov. 2010           | |
| Finnland                     | DNA                                                    | 7 (2600 MHz)                                                        | Jan. 2011           | |
| Hongkong                     | CSL                                                    | 7 (2600 MHz)                                                        | Nov. 2010           | |
| Hongkong                     | China Mobile Hong Kong                                 | 7 (2600 MHz)                                                        | Apr. 2012           | |
| Hongkong                     | 3 HK                                                   | 7 (2600 MHz)                                                        | Mai 2012            | |
| Hongkong                     | PCCW                                                   | 7 (2600 MHz)                                                        | Mai 2012            | |
| Kirgisistan                  | Saima-Telecom                                          | 7 / 38? (2600 MHz)                                                  | Dez. 2011           | |
| Litauen                      | Telia Lietuva                                          | 7 / 38? (2600 MHz)                                                  | Mai 2011            | |
| Norwegen                     | Telenor                                                | 3 (1800 MHz), 1 (2100 MHz)                                          | 2016                | |
| Norwegen                     | Telia Company/Netcom                                   | 7 (2600 MHz)                                                        | Dez. 2009           | |
| Polen                        | Aero2                                                  | 38 (2600 MHz)                                                       | Mai 2011            | |
| Russland                     | Yota                                                   | 7 (2600 MHz)                                                        | Dez. 2011           | |
| Russland                     | MegaFon                                                | 7, 38 (2600 MHz)                                                    | Mai 2012            | MVNO in 7                                                                                                  |
| Russland                     | MTS                                                    | 38 (2600 MHz)                                                       | Sep. 2012           | |
| Saudi-Arabien                | Saudi Telecom Company (STC)                            | 38 (2600 MHz)                                                       | Sep. 2011           | |
| Saudi-Arabien                | Zain Saudi Arabia                                      | 7 / 38? (2600 MHz)                                                  | Sep. 2011           | |
| Singapur                     | M1                                                     | 7 (2600 MHz)                                                        | Sep. 2012           | |
| Singapur                     | Singapore Telecommunications/SingTel                   | 7 (2600 MHz)                                                        | Dez. 2011           | |
| Schweden                     | Telenor/Tele2/Net4Mobility                             | 7 (2600 MHz)                                                        | Nov. 2010           | |
| Schweden                     | Telia Company                                          | 7 (2600 MHz)                                                        | Dez. 2009           | [ 6 ] |
| Schweiz                      | Swisscom                                               | 20 (800 MHz) / 3 (1800 MHz) / 1 (2100 MHz) / 7 (2600 MHz)           | Sep. 2012           | |
| Schweiz                      | Salt Mobile                                            | 20 (800 MHz) / 3 (1800 MHz) / 1 (2100 MHz) / 7 (2600 MHz)           | Mai 2013            | Gesamtes LTE Netz Cat. 4 bis 150 Mbit/s 99% der Bevölkerung, LTE Cat.6 bis 300 Mbit/s <80% der Bevölkerung |
| Schweiz                      | Sunrise Communications                                 | 20 (800 MHz) / 8 (900 MHz) / 3 (1800 MHz) / 7 (2600 MHz)            | Juli 2013           | |
| Usbekistan                   | MTS                                                    | 7 (2600 MHz)                                                        | Juli 2010           | |
| Usbekistan                   | UCell/Telia Company                                    | 7 / 38? (2600 MHz)                                                  | Aug. 2010           | |
| Angola                       | Movicel                                                | 3 (1800 MHz)                                                        | Apr. 2012           | |
| Australien                   | Telstra                                                | 3 (1800 MHz)                                                        | Aug. 2011           | |
| Australien                   | Optus                                                  | 3 (1800 MHz)                                                        | Apr. 2012           | |
| Belgien                      | Proximus                                               | 3 (1800 MHz)                                                        | Juni 2011           | |
| Tschechien                   | Telefónica Czech Republic/O2                           | 3 (1800 MHz)                                                        | Juni 2012           | |
| Dänemark                     | Telia Company                                          | 3 (1800 MHz)                                                        | Dez. 2010           | |
| Estland                      | EMT                                                    | 3 (1800 MHz)                                                        | Dez. 2010           | |
| Finnland                     | Elisa                                                  | 3 (1800 MHz)                                                        | Dez. 2010           | |
| Finnland                     | Telia Company                                          | 3 (1800 MHz)                                                        | Nov. 2010           | |
| Finnland                     | DNA                                                    | 3 (1800 MHz)                                                        | Jan. 2011           | |
| Hongkong                     | CSL                                                    | 3 (1800 MHz)                                                        | Nov. 2010           | |
| Hongkong                     | 3 HK                                                   | 3 (1800 MHz)                                                        | Mai 2012            | |
| Hongkong                     | Smartone                                               | 3 (1800 MHz)                                                        | Sep. 2012           | |
| Ungarn                       | T-Mobile                                               | 3 (1800 MHz)                                                        | Jan. 2012           | |
| Ungarn                       | Telenor                                                | 3 (1800 MHz)                                                        | Juli 2012           | |
| Japan                        | EMOBILE                                                | 3 (1800 MHz)                                                        | März 2012           | |
| Lettland                     | Telia Company/Latvian Mobile Telephone – LMT           | 3 (1800 MHz)                                                        | Juli 2011           | |
| Litauen                      | Telia Lietuva                                          | 3 (1800 MHz)                                                        | Mai 2011            | |
| Luxemburg                    | POST Luxemburg                                         | 3 (1800 MHz)                                                        | Nov. 2013           | |
| Luxemburg                    | Tango                                                  | 20 (800 MHz) / 3 (1800 MHz)                                         | Aug. 2010           | |
| Luxemburg                    | Orange.lu                                              | 3 (1800 MHz)                                                        | Okt. 2012           | |
| Liechtenstein                | Salt.                                                  | 3 (1800 MHz)                                                        | März 2015           | |
| Namibia                      | MTC Namibia                                            | 3 (1800 MHz)                                                        | Mai 2012            | [ 7 ] |
| Philippinen                  | Smart Communications                                   | 3 (1800 MHz)                                                        | Aug. 2012           | [ 8 ] |
| Polen                        | CenterNet/Mobyland                                     | 3 (1800 MHz)                                                        | Sep. 2010           | |
| Singapur                     | M1                                                     | 3 (1800 MHz)                                                        | 15. Sep. 2015       | |
| Singapur                     | Singapore Telecommunications/SingTel                   | 3 (1800 MHz)                                                        | Dez. 2011           | |
| Singapur                     | StarHub                                                | 3 (1800 MHz)                                                        | Sep. 2012           | [ 9 ] |
| Schweden                     | Telia Company                                          | 3 (1800 MHz)                                                        |                     | |
| Südkorea                     | KT Corporation                                         | 3 (1800 MHz)                                                        | Jan. 2012           | |
| Südkorea                     | SK Telecom                                             | 3 (1800 MHz)                                                        |                     | |
| Vereinigte Arabische Emirate | The Emirates Telecommunications Corporation / Etisalat | 3 (1800 MHz)                                                        | Feb. 2012           | [ 10 ] |
| Vereinigte Arabische Emirate | Emirates Integrated Telecommunications Company / du    | 3 (1800 MHz)                                                        | Juni 2012           | [ 11 ] |
| Deutschland                  | Telekom Deutschland                                    | 3 (1800 MHz)                                                        | Juli 2011           | |
| Deutschland                  | Telekom Deutschland                                    | 20 (800 MHz)                                                        | Apr. 2011           | |
| Deutschland                  | Telekom Deutschland                                    | 7 (2600 MHz)                                                        |                     | |
| Deutschland                  | Telekom Deutschland                                    | 8 (900 MHz)                                                         | 17. März 2017       | 10 MHz, 5 MHz werden weiterhin für GSM genutzt                                                             |
| Deutschland                  | Telekom Deutschland                                    | 32 (1500 MHz)                                                       |                     | Als Downlink im Sinne von Carrier Aggregation benutzt                                                      |
| Deutschland                  | Vodafone                                               | 20 (800 MHz)                                                        | Nov. 2010           | |
| Deutschland                  | Vodafone                                               | 3 (1800 MHz)                                                        | 2016                | neue Frequenzlizenzen aus der Auktion 2015                                                                 |
| Deutschland                  | Vodafone                                               | 1 (2100 MHz)                                                        | Nov. 2017           | |
| Deutschland                  | Vodafone                                               | 7 (2600 MHz)                                                        |                     | |
| Deutschland                  | Vodafone                                               | 28 (700 MHz)                                                        | Juli 2019           | |
| Deutschland                  | Vodafone                                               | 8 (900 MHz)                                                         | März 2019           | 5 MHz werden weiterhin für GSM genutzt, womit 5 MHz auf LTE zur Verfügung stehen                           |
| Deutschland                  | O2/Telefonica                                          | 20 (800 MHz)                                                        | Juli 2011           | |
| Deutschland                  | O2/Telefonica                                          | 3 (1800 MHz)                                                        | 2016                | neue Frequenzlizenzen aus der Auktion 2015                                                                 |
| Deutschland                  | O2/Telefonica                                          | 7 (2600 MHz)                                                        | 2013                | |
| Deutschland                  | O2/Telefonica                                          | 1 (2100 MHz)                                                        | Sep. 2018           | |
| Deutschland                  | O2/Telefonica                                          | 28 (700 MHz)                                                        | Apr. 2019           | Selten genutzt, zumeist wird an der Stelle von LTE Band 28 seit 2022 5G n28 benutzt                        |
| Deutschland                  | O2/Telefonica                                          | 8 (900 MHz)                                                         | ab 2022             | Regional unterschiedlicher Bedeutung, 6,4 MHz für LTE genutzt und 3,6MHz weiterhin für GSM genutzt         |
| Deutschland                  | 1&1                                                    | 7 (2600 MHz)                                                        | Dez. 2023           | 10 MHz gemietet von Telefonica                                                                             |
| Schweden                     | Telia Company                                          | 20 (800 MHz)                                                        | Dez. 2009           | [ 12 ] |
| Puerto Rico                  | AT&T Mobility                                          | 17 (700 MHz)                                                        | Nov. 2011           | |
| Vereinigte Staaten           | AT&T Mobility                                          | 17 (700 MHz)                                                        | Sep. 2011           | |
| Vereinigte Staaten           | Verizon Wireless                                       | 13 (700 MHz)                                                        | Dez. 2010           | |
| Usbekistan                   | MTS                                                    | 13 (700 MHz)                                                        | Juli 2010           | |
| Usbekistan                   | UCell/Telia Company                                    | 12, 13, 14 / 17? (700MHz)                                           | Aug. 2010           | |
| Kanada                       | Rogers Wireless                                        | 4 (1700 MHz)                                                        | Juli 2011           | |
| Kanada                       | Telus                                                  | 4 (1700 MHz)                                                        | Feb. 2012           | |
| Kanada                       | Bell Mobility                                          | 4 (1700 MHz)                                                        | Nov. 2011           | |
| Puerto Rico                  | AT&T Mobility                                          | 4 (1700 MHz)                                                        | Nov. 2011           | |
| Vereinigte Staaten           | Metro PCS                                              | 4 (1700 MHz)                                                        | Dez. 2010           | |
| Vereinigte Staaten           | AT&T Mobility                                          | 4 (1700 MHz)                                                        | Sep. 2011           | |
| Vereinigte Staaten           | Cricket Wireless                                       | 4 (1700 MHz)                                                        | Dez. 2011           | |
| Vereinigte Staaten           | Metro PCS                                              | 2 (1900 MHz)                                                        | Dez. 2010           | |
| Vereinigte Staaten           | T-Mobile US                                            | 25 (1900 MHz)                                                       | Juli 2012           | |
| Südkorea                     | LG UPlus                                               | 5 (850 MHz)                                                         | Juli 2011           | |
| Südkorea                     | SK Telecom                                             | 5 (850 MHz)                                                         | Juli 2011           | |
| Hongkong                     | China Mobile Hong Kong                                 | 40 (2300 MHz)                                                       | Apr. 2012           | |
| Hongkong                     | 3 HK                                                   | 40 (2300 MHz)                                                       | Mai 2012            | |
| Indien                       | Airtel                                                 | 40? (2300 MHz)                                                      | Apr. 2012           | |
| Schweden                     | Telenor/Tele2/Net4Mobility                             | 8? (900 MHz)                                                        | Nov. 2010           | |
| Turkmenistan                 | TM Cell                                                |                                                                     | Sep. 2013           | [ 13 ] |
| Costa Rica                   | Kölbi                                                  | 7 (2600 MHz)                                                        | Nov. 2013           | |
| Italien                      | Vodafone Italia                                        | 20 (800 MHz), 3 (1800 MHz), 1 (2100 MHz), 7 (2600 MHz)              |                     | |
| Venezuela                    | Digitel                                                | 3 (1800 MHz)                                                        |                     | |
| Venezuela                    | Movistar                                               | 4 (1700 MHz)                                                        |                     | |
| Venezuela                    | Movilnet                                               | 4 (1700 MHz)                                                        |                     | |
| Serbien                      | Telekom Srbija                                         | 20 (800 MHz), 3 (1800 MHz)                                          | Apr. 2015           | |
| Serbien                      | Telenor Srbija                                         | 20 (800 MHz), 3 (1800 MHz)                                          | Apr. 2015           | |
| Serbien                      | A1 Srbija                                              | 20 (800 MHz), 3 (1800 MHz)                                          | Apr. 2015           | |